# Schu
Schu ist eine Gottheit aus der ägyptischen Mythologie. Sein Name bedeutet möglicherweise „Leere“ oder „Der Aufsteigt“. Er ist sowohl Gott der Luft als auch Gott des Sonnenlichtes. Schus Beiname ist „Leben“.

## Bedeutung

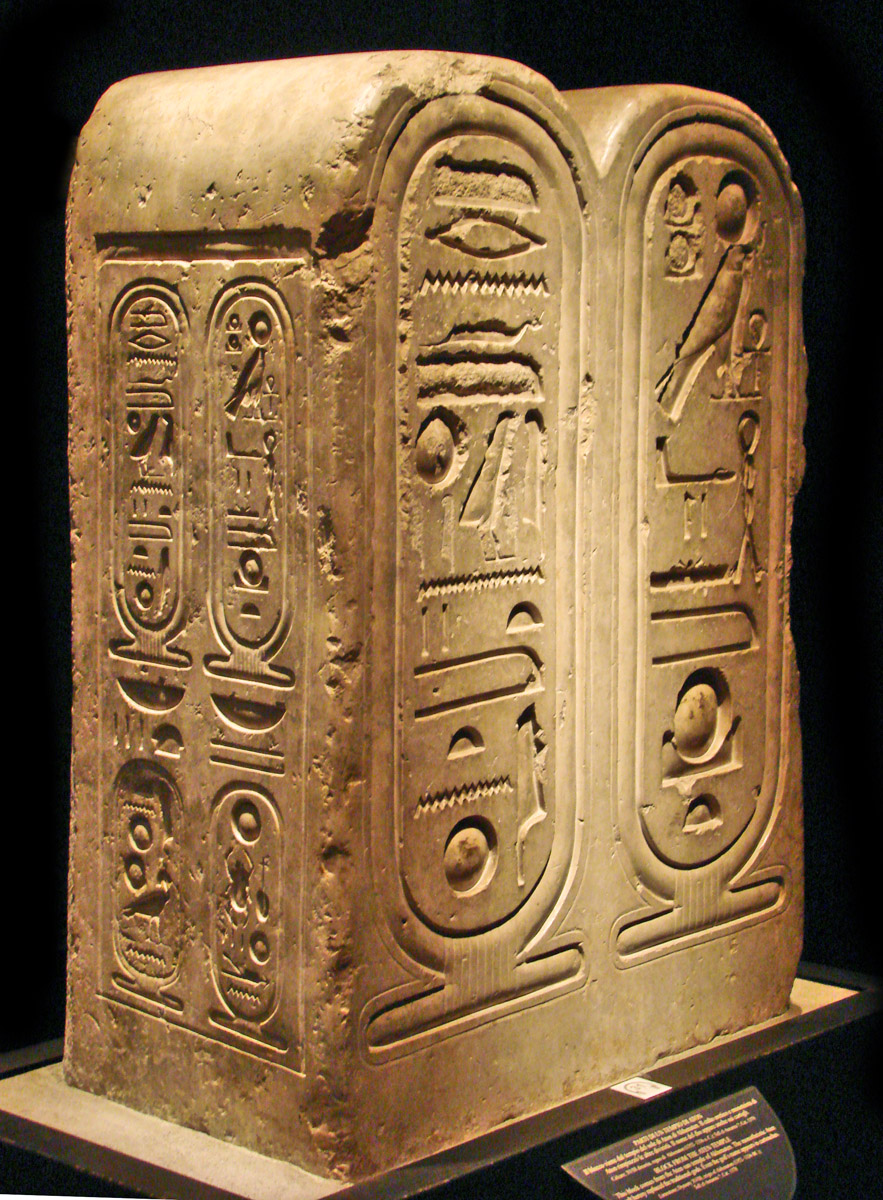
Erster lehrhafter Name des Gottes Aton mit Nennung von Schu (Kartusche von links)

Bei den alten Ägyptern war dieser Gott Herrscher der Luft, Brudergemahl der Tefnut und Vater der Nut – Göttin des Himmels – und Geb – Gott der Erde. In Tiergestalt wurde er auch als Löwe symbolisiert – oder, wenn in menschlicher Gestalt dargestellt, mit einer Straußenfeder auf dem Kopf.
Das ägyptische Weltbild zur Zeit der Pharaonen betrachtete die Welt als von allen Seiten mit Wasser umgeben. Schus Aufgabe bestand darin, über der Erde einen Raum aufzuspannen, der Leben ermöglicht. In alten Abbildungen wird er dargestellt, wie er mit Händen und Füßen von oben auf Geb gestützt, mit seinem Rücken den Himmelsozean nach oben drückt.
Unter König Echnaton ist der Gott Schu in den ersten Regierungsjahren unter anderem Bestandteil des sogenannten „ersten lehrhaften Namens“ des Gottes Aton, dem Echnaton eine in zwei Kartuschen geschriebene und königsgleiche Titulatur gegeben hatte. Während in der ersten Kartusche des Aton der Gott Re-Harachte genannt wird, ist es in der zweiten der Gott Schu in seiner Bedeutung als Gott der Luft und des Sonnenlichtes, um Aton zu definieren: „In seinem Namen als Schu, der in der Sonnenscheibe (Aton) ist.“ Ab dem neunten Regierungsjahr wurde der lehrhafte Name des Aton geändert und Schu ist dort nicht mehr erwähnt.
In Unternubien tritt er in ptolemäisch-römischer Zeit in Verbindung mit dem Gott Arensnuphis auf.